# Diselma archeri
Diselma archeri — вид хвойних рослин родини кипарисових.

## Поширення, екологія
Країни проживання: Австралія (Тасманія). Цей чагарниковий рід зустрічається в субальпійській і альпійській болотистій місцевість, іноді уздовж струмків або на берегах озер і ставків, серед багаторічних трав та інших чагарників, наприклад Astelia alpina, Pherosphaera hookeriana, Microcachrys tetragona, Podocarpus lawrencei, Richea scoparia, Richea pandanifolia, Lomatia, Orites acicularis, Orites revoluta, Helichrysum, Leptospermum і великі чагарники або низькорослі дерева, наприклад Athrotaxis cupressoides, Phyllocladus aspleniifolius, Nothofagus gunnii, Eucalyptus coccifera. Висотний діапазон від 550 м до 1400 м над рівнем моря. Ґрунти кислі, часто торф'яні й заболочених і дрібні над магматичною породою. Опадів дуже багато, сніг і мороз можливі цілий рік, із сніговим покривом на найвищих висотах, які тривають кілька місяців. Іноді утворює невелике дерево.

## Морфологія
Дводомний кущ або невелике дерево, 1–5(6) м в висоту. Листки лускоподібні, тупі на вершині. Чоловічі шишки, довгасті, тичинок 3 або 4 пари. Жіночі шишки, поодинокі, невеликі, кулясті, 5 мм в поперечнику, складаються з двох пар лусок, з 2 насінинами. Насіння дрібне, з 2–3 крилами. Хромосоми n = 11.

## Використання
Цей чагарник є рідкістю у вирощуванні.

## Загрози та охорона
Цей монотиповий рід, ендемічний для Тасманії, широко поширений в гірській місцевості, де майже всі субпопуляції зарезервовані у Всесвітній спадщині Тасманії. Не вважається під загрозою, хоча вид чутливий до пожеж.